# Léon Gischia (1858-1936)
Ne doit pas être confondu avec Léon Gischia, son fils.
Léon Gischia, né le 9 avril 1858 à Dax et mort en novembre 1936 à Bordeaux, est un ingénieur des arts et manufactures et dirigeant sportif français.

## Biographie
Léon Gischia naît le 9 avril 1858 à Dax,,.
Il étudie au lycée Victor-Duruy de Mont-de-Marsan puis à l'École centrale des arts et manufactures où il est diplômé ingénieur, en 1883[réf. nécessaire].
Avec son frère Henri, Léon est l'un des membres fondateurs du Véloce Club dacquois,, club sportif cycliste de la ville, une des plus anciennes sociétés sportives du Sud-Ouest,. Il exerce dans l'organigramme en tant que secrétaire, puis vice-président avant d'être élu président à l'assemblée générale du 17 janvier 1889, poste qu'il occupe pendant plusieurs années.
Alors que le Véloce Club dacquois a entre-temps arrêté ses activités sportives, une nouvelle structure est créée afin de faire revivre le cyclisme à Dax : la constitution du Véloce Sport dacquois est actée le 23 octobre 1902 ; Léon Gischia en est le premier président.
Il fait partie de l'initiative du rapprochement du Véloce Sport dacquois avec le Stade dacquois, une autre société sportive de la ville pratiquant pour sa part le rugby football. À la suite de premiers contacts pour obtenir le droit de pratiquer sur le champ de Cuyès, ces deux associations fusionnent alors pour donner naissance à l'Union sportive dacquoise en avril 1903 ; les premières activités cyclistes ont rapidement lieu au sein de la nouvelle structure omnisports,,. Gischia devient le premier président de l'histoire de l'USD, jusqu'à fin mai 1919,,, souhaitant se retirer pour prendre du repos ; il est à cette occasion élevé au titre de président d'honneur de l'Union sportive dacquoise, tout en conservant la présidence de la section cyclisme.
Il exerce le métier d'ingénieur dans le domaine civil. Il occupe le poste de président du Tribunal de commerce, puis vice-président de la Chambre de commerce et d'industrie des Landes à partir de 1913. Il préside la Banque populaire des Landes à partir de 1921. Fils d'un entrepreneur ayant fondé l'usine à gaz de Dax, il succède à ce dernier avec son frère Henri à la tête de l'entreprise. Il est un temps conseiller municipal de Dax,, et préside la commission mixte de réception de la ville. Ses activités lui valent la distinction de chevalier de la légion d'honneur en 1928.
Père d'une famille de plusieurs enfants, l'un de ses fils, son homonyme Léon Gischia,, deviendra un peintre notable.
En parallèle de ses activités civiles, il est réserviste, nommé sous-lieutenant de réserve en 1889 au 141e régiment d'infanterie territoriale stationné à la caserne Bosquet de Mont-de-Marsan.
Il meurt en novembre 1936 dans une clinique de Bordeaux, des suites d'une longue maladie.